# 金城学院大学
金城学院大学（きんじょうがくいんだいがく、英語: Kinjo Gakuin University）は、愛知県名古屋市守山区大森2丁目1723番地に本部を置く日本の私立女子大学。学校法人金城学院が運営しており、その源流は名古屋にやって来たアメリカ人のキリスト教宣教師アニー・プリスキラ・エドガー・ランドルフ（1827年 - 1902年、英: Anne Priscilla Edgar Randolph）が1889年（明治22年）に自宅で開いた私塾である。新制大学としての金城学院大学は1949年（昭和24年）に設置された金城学院大学英文学部英文学科設置に始まる。
キリスト教に基づいた教育を行うが、狭義のミッション系大学ではない。また、石川県にある金城大学は校名が似ているが、学校法人金城学園の系列校で運営母体が異なる。

## 概要
1980年（昭和55年）12月時点では「ひと昔前までは良家の子女にしか手が届かなかった」大学とされており、当時も依然として「お金持ちの“お嬢さん学校”」というイメージが根強かった。一方で元学長の柳田知常は『中日新聞』の取材に対し、「多少無理をしても、結婚に有利だからと考えて入学させる親も多く、祖母、母、孫娘と三代続けて金城という家庭もかなりある」と証言しており、実際に当時は一般サラリーマンや公務員などの子女が入学することも増えていたが、そのような中流家庭出身の子女は金持ちの子女の派手な学生生活に追いつこうと、アルバイトに励むことも多かったという。

### 沿革
- 1889年（明治22年）：アメリカ合衆国南部長老派教会の宣教師アニー・ランドルフによって、私立金城女学校が開校。
- 1927年（昭和2年）：専門学校令により、金城女子専門学校（国文科・英文科・家政科）を設立。
- 1949年（昭和24年）：金城学院大学（英文学部英文学科、入学定員40名）を設立。
- 1950年（昭和25年）：金城学院大学短期大学部（文科：国文・英文・社会各専修、家政科：食物・被服・児童各専修→後にそれぞれ専攻となる）を設立。
- 1954年（昭和29年）：大学の英文学部を文学部と改め、国文学科を増設。
- 1962年（昭和37年）：大学に家政学部家政学科を開設。文学部に社会学科を増設。金城学院大学学生歌「金城台の歌」制定。
- 1966年（昭和41年）：家政学部に児童学科を増設。短期大学部の家政科児童専攻を保育科に名称変更。
- 1967年（昭和42年）：大学院文学研究科修士課程を開設（英文学専攻）。
- 1968年（昭和43年）：大学院文学研究科に国文学専攻修士課程を増設。
- 1988年（昭和63年）：大学院文学研究科に社会学専攻修士課程を増設。
- 1992年（平成4年）：家政学部に生活経営学科を増設。短期大学部の家政科食物専攻及び家政科被服専攻を、生活学科食物専攻及び生活学科生活造形専攻にそれぞれ改称。
- 1993年（平成5年）：大学院文学研究科に博士課程を開設。
- 1996年（平成8年）：大学院に人間生活学研究科（消費者科学専攻及び人間発達学専攻）修士課程を開設。
- 1997年（平成9年）：大学に現代文化学部（国際社会学科・情報文化学科・福祉社会学科）を開設。文学部に言語文化学科を増設。文学部社会学科ならびに短期大学部文科国文専攻及び文科社会専攻は学生募集を停止。
- 1998年（平成10年）：文学部の国文学科を日本文学科に改称。
- 1999年（平成11年）：大学院人間生活学研究科に博士課程を開設。
- 2000年（平成12年）：短期大学部の文科英文専攻を英語科に改称。
- 2002年（平成14年）：人間科学部（現代子ども学科・心理学科社会心理学専攻・心理学科臨床心理学専攻・芸術表現療法学科）を開設。家政学部を生活環境学部に名称変更。生活環境学部に環境デザイン学科及び食環境栄養学科を増設。また、生活経営学科を生活環境情報学科に名称変更。文学部の日本文学科を日本語日本文化学科に、英文学科を英語英米文化学科に改称。家政学部家政学科、児童学科及び短期大学部は学生募集を停止。
- 2005年（平成17年）：薬学部薬学科を開設。
- 2006年（平成18年）：薬学教育6年制移行により、薬学部薬学科を6年制に移行。
- 2009年（平成21年）：同志社女子大学と学術協定を結ぶ。文学部の言語文化学科を外国語コミュニケーション学科に名称変更。人間科学部の芸術表現療法学科を芸術・芸術療法学科に改称。
- 2010年（平成22年）：生活環境情報学科を生活マネジメント学科に、福祉社会学科をコミュニティ福祉学科に改称。
- 2011年（平成23年）：心理学科を改組し、多元心理学科として開設。
- 2012年（平成24年）：現代文化学部を改組し、国際情報学部を開設。また、コミュニティ福祉学科を人間科学部へ移設。
- 2013年（平成25年）：人間科学部芸術・芸術療法学科の募集を停止し、文学部音楽芸術学科を設置。
- 2019年（平成31年）：人間科学部現代子ども学科を現代子ども教育学科に改称。
- 2022年（令和4年）：看護学部看護学科および大学院薬学研究科薬学専攻博士課程を開設。

### 所在地
- 〒463-8521 愛知県名古屋市守山区大森2丁目1723番地

### 学部
- 文学部
  - 日本語日本文化学科
  - 英語英米文化学科
  - 外国語コミュニケーション学科
  - 音楽芸術学科
- 生活環境学部
  - 生活マネジメント学科
  - 環境デザイン学科
  - 食環境栄養学科
- 国際情報学部
  - 国際情報学科
- 人間科学部
  - 現代子ども教育学科
  - 多元心理学科
  - コミュニティ福祉学科
- 薬学部
  - 薬学科
- 看護学部
  - 看護学科

### 大学院
- 文学研究科
  - 国文学専攻
  - 英文学専攻
  - 社会学専攻
- 人間生活学研究科
  - 消費者科学専攻（博士前期課程のみ）
  - 人間発達学専攻（博士前期課程のみ）
  - 人間生活学専攻（博士後期課程のみ）
- 薬学研究科
  - 薬学専攻（博士課程のみ）

### 附属機関
- キリスト教文化研究所
- 人文・社会科学研究所
- 消費生活科学研究所

## 対外関係

### = 国際・学術交流等協定校
- アグネス・スコット・カレッジ（ジョージア州）
- ハイライン・カレッジ（ワシントン州）
- ゴンザガ大学（ワシントン州）
- リンゼイ・ウィルソン・カレッジ（ケンタッキー州）
- ウェストバージニア大学（ウェストバージニア州）
- ネブラスカ大学カーニー校（ネブラスカ州）
- ハワイパシフィック大学（ハワイ州）
- メディスン・ハット・カレッジ（アルバータ州）
- 淑明女子大学校（ソウル特別市）
- 韓南大学校（大田広域市）
- 杭州師範大学（浙江省杭州市）
- 吉林大学（吉林省長春市）
- 吉林大学珠海学院（広東省珠海市）
- パーヤップ大学（チェンマイ県）
- タスマニア大学（タスマニア州）
- ウェスタンシドニー大学（ニューサウスウェールズ州）
- ロンドン・メトロポリタン大学（ロンドン）
- ゴールドスミス・カレッジ（ロンドン）
- セントラルランカシャー大学（ロンドン）
- リバプール・ジョン・ムアーズ大学（マージーサイド州リヴァプール）
- リヨン第3大学（ローヌ＝アルプ地域圏ローヌ県リヨン）
- トゥールーズ・ル・ミライユ大学（ミディ＝ピレネー地域圏オート＝ガロンヌ県トゥールーズ）
- フライブルグ大学（バーデン＝ヴュルテンベルク州フライブルク・イム・ブライスガウ）

### 団体・企業・地方自治体などとの協定
- アリアンスフランセーズ愛知フランス協会（フランス語学力資格試験受験など語学教育）[3]

## 大学関係者と組織

### 大学関係者一覧
- 金城学院大学の人物一覧

### 系列校
- 金城学院中学校・高等学校
- 金城学院幼稚園

## 公式サイト
- 公式ホームページ